# X (漫畫)
《X》（エックス）是CLAMP的漫畫作品。自從1992年開始在「月刊Asuka」（角川書店）連載。目前無限期停止連載。

## 概要
神威－代理神的威嚴的人，神威本身帶有保護世界或毀滅世界兩種矛盾的願望。
神威在母親死後回到闊別了六年的東京，在世界末日來臨之前，七個封印（天龍）和七位御使（地龍），紛紛在東京會合，準備展開一場決定地球未來的最後戰爭。
夢見公主預言小鳥將會被地龍神威殺害，於是司狼神威選擇成為天龍保護世界，不料封真選擇司狼另外一個願望成為地龍的神威。
CLAMP剛出道時，就刻意營造出屬於「CLAMP的世界」，使每一部作品都有關聯性，並在每一部作品中留下一些「謎」打算在「X」中揭開。 
出現在「X」此部漫畫中的人物有「CLAMP學園偵探團」中的「妹之山殘」、「伊集院玲」、「鷹村蘇芳」，「東京巴比倫」中的「皇昴流」、「皇北都」、「櫻塚星史郎」。

### 連載休止原因
基於連載期間發生神戶兒童連續殺害事件，作品中含有類似情節，決定中止連載。相關情報在CLAMP紀念成軍15週年公開受訪的雜誌FRaU暨“奇蹟。軌跡”中均有記述。
2006年2月12日CLAMP與Production I.G特別座談「從漫畫到動畫的創意之路」，大川緋芭說到「身為作者的尊嚴有把漫畫作品完結的責任及必要」。
2006年9月15日出版的月刊Newtype10月號增刊「CLAMP Newtype (PLATINUM)」中，出現第18.5卷。其內容並未收錄在目前任何一本已出版的單行本中（月刊Newtype目前只在日本及韓國發售）。

## 登場人物
聲：劇場版／電視動畫

### 天龍
司狼神威（聲：關智一／鈴村健一、（台）劉傑、（港）蘇強文）
天龍的神威，15歲。因身賦“神威”的命運不得不和桃生家兩兄妹封真和小鳥分別而離開東京。六年後，遵照母親斗織的遺言重返東京。擁有天龍“神威”和地龍“神威”兩種未來的神威，爲了保護桃生兩兄妹而選擇了天龍“神威”，而後小鳥被其兄封真殺害，封真失去本來人格成爲地龍神威。目前，神威爲了唤醒封真本來人格而戰鬥，但還未能夠創造球體的“結界”......。
有洙川空汰（聲：山寺宏一／真殿光昭、（台）于正昌、（港）盧國權）
16歲。因“七個封印”的命運，三歲時從父母身邊被帶走，交給高野山的占星師“星見”撫養。對鬼咒嵐一見鍾情，並決定一生守護她。力量媲美高野山的開山祖，使用密宗法術和式神。
鬼咒嵐（聲：篠原惠美／柚木涼香、（台）馮美麗、（港）曾佩儀）
伊勢神宮的巫女，16歲。生母和大學生戀愛後出走，獨自生下嵐撫養。幼時因生母身亡而被其生母舊識伊勢神宮的巫女“楓”撫養。個性冷漠，在經過與空汰長期相處後，漸漸產生情愫。可以從手中抽出刀，為伊勢神宮的本體力量。
蒼軌征一狼（聲：田中秀幸／森川智之、（台）劉傑）
“御風”一族，能夠操縱風，已成家，妻子和女兒名叫嗣摩子和由花。玳透的舅舅，為日本角川書店雜誌編集部《野性時代》編集部員，個性溫和。
夏澄火煉（聲：小山茉美／澤海陽子、（台）陶敏嫻）
擁有操縱火的能力，幼年常因這種不正常的能力被宗教狂熱份子的生母當成惡魔般毆打，因此對自己能力感到厭惡。暗中喜歡著蒼軌。天主教徒。（有人可能認為是基督教徒，但由19話出現的火煉幼時教堂場景、出場神父的裝束可以得知為天主教，並可由前幾話火煉禱告時在胸前劃十的動作作為佐證顯示其為傳統天主教徒，22話中她的墳墓墓碑是十字架也可確定是天主教徒）。
在風月場所上班的風俗孃，母親死去後自己自認為有剋夫命。
貓依護刃（聲：ゆかな／佐久間紅美、（台）陶敏嫻、（港）朱妙蘭）
本名不詳，三峰神社女神主的孫女，14歲。對第一個看得見犬鬼的志勇草薙一見鍾情。身邊伴有犬鬼，能夠自由操控犬鬼變成劍或盾牌。（第一代犬鬼被八頭司颯姬的電腦“獸”所殺，與封真對峙期間，自體內產生第二代犬鬼）。
皇昴流（聲：宮崎一成／杉田智和、（台）于正昌、（港）羅偉杰）
《東京巴比倫》主角，“陰陽師”一族皇一門第十三代掌門人，25歲。16歲時其雙生姐姐皇北都被櫻塚星史郎殺害，此後不斷追逐著櫻塚。拯救神威從悲傷中甦醒過來，特別明白神威的感受。

### 地龍
桃生封真（聲：成田劍／諏訪部順一、（台）何志威、（港）陳廷軒）
刀隱神社神主桃生鏡護的兒子，母親是紗鵺，地龍的神威，16歲。是神威的“雙子星”，因神威選擇了天龍的神威，導致自己體内沉睡的另一人格覺醒，並成爲地龍神威；親手殺害了妹妹，又不斷的傷害著神威。有著看透每個人的“願望”的能力，並一一實現。
麒飼遊人（聲：井上和彥／古屋道秋、（台）官志宏）
區公所服務的公務人員，平時笑臉迎人但卻反而有種讓人摸不著邊的恐怖感，本著隨波俗流的心態成為地龍。武器為像三叉戟一樣的長索，也有操縱水的力量。
八頭司颯姬（聲：三石琴乃／桑島法子、（台）陶敏嫻）
中學生，14歲。擁有與電腦“獸”融合的能力。除地龍神威以外，對一切事物毫無興趣。最近對遊人漸漸地有了情意，但卻引起了“獸”的忌妒......。曾拜託電腦殺掉父親(第七集)。第七集初次與貓依護刃相見。
志勇草薙（聲：中田讓治／相澤正輝、（台）官志宏、（港）劉昭文）
陸上自衛隊員，一等兵。體型健碩，能聽到大自然的聲音。本以爲戰爭與自己無關，但因貓依的緣故無法置身事外。
櫻塚星史郎（聲：古澤徹／かわのをとや、（台）官志宏、（港）陳旭明）
《東京巴比倫》主角，真實身分為暗殺集團“櫻塚護”。34歲。擅長陰陽術，在昴流幼年時期將他當作獵物，加上殺害了昴流的姐姐而與昴流產生了糾纏不清的關係。
那吒／塔城霞月（聲：松本梨香／熊井統子、（台）馮美麗）
是祖父塔城元春企圖使死去孫女霞月復活，利用霞月的基因和其生父柾季的身體組織合成的複製人，性別不明，且被認為缺乏情感。在封真身上找到亡父的影子，又從火煉身上找到母親的影子。
玖月牙曉（聲：緒方惠美（廣播劇）／上田祐司）
夢見（擁有在夢中預知未來的能力者），曾在夢中邂逅少女皇北都東京巴比倫主角，而後夢見北都被殺害，因無法改變北都的命運而悲傷不已，一心尋死卻無法實現。身份不明，身體不能動彈。
淺黃笙悟（聲：關俊彥／－、（台）官志宏、（港）劉昭文）
劇場版中玖月牙曉的替代角色，可控制水。

### 其他
丁（聲：皆口裕子／久川綾、（台）陶敏嫻）
這個世界能力最強的『夢見』，住在國會議事堂地下。爲了占卜犧牲自己的一切，因此口無法言，眼看不見，不能行動，也聽不見。外表年齡幼小，為了保護地球而招集天龍。產生了心魔─另一個邪惡的丁，被心魔封鎖。邪惡的丁誤傳訊息，讓天龍們行動屢屢失敗。只有神威和空汰發現丁的不妥。
庚（聲：高畑淳子／幸田夏穗、（台）馮美麗）
丁的妹妹。都廳的秘書。沒有夢見的能力，但是可以窺看丁的夢。據說是為了丁而招集地龍。
桃生小鳥（聲：岩男潤子／能登麻美子、（台）陶敏嫻）
神威的兒時玩伴，封真的妹妹，溫柔但體弱多病的美麗少女。自兒時母親死後，和父親及哥哥3人一起守護刀隱神社。心儀神威。在死前才發現自己隱藏著夢見的能力，做出『未來尚未決定好』的預言。
碎軌玳透（聲：森川智之（廣播劇）／谷山紀章）
風使一族其中一人，征一郎的外甥，服侍了丁8年。以守護丁為使命，最後因保護丁而死。
蒼冰、緋炎（聲：－／彩木香里、河原木志穗）
雙胞胎，為服侍丁的人。
桃生鏡護（聲：澤木郁也（廣播劇）／石井康嗣）
封真和小鳥的父親。為了保護妻子紗鵺所產下要給神威的神劍，在哪吒前來奪取時死去。知道封真是神威的雙子星但卻來不及說出。早就知道紗鵺嫁給自己的真正目的，但仍然深愛和包容妻子。
桃生紗鵺（聲：－／根谷美智子）
封真和小鳥的母親，但卻與斗織相戀。為了生下神劍，主動到刀隱神社結識鏡護。6年前代替斗織產下神劍而死。
司狼斗織（聲：池田昌子／井上喜久子、（台）馮美麗）
神威的母親，是為了替地球抵擋地球暖化而死的『影贅』。17歲從真神家離開，和紗鵺是高中時代的好友，也是暗中相戀著的戀人。
真神時鼓（聲：戶田惠子（廣播劇）／渡邊美佐）
斗織的妹妹，神威的阿姨(第四集出現)，年約30歲。在封真和小鳥的學校擔任校醫。後來因產下第二把神劍而死。來不及對神威說出他的身世...
櫻塚雪華（聲：矢島晶子（廣播劇）／佐久間純子）
櫻塚星史郎的母親，前任櫻塚護，在櫻塚護的交替儀式中被還是中學生的星史郎親手殺害，死後葬在櫻花樹下 。
皇北都（聲：－／雪乃五月）
皇昴流的雙胞胎姊姊，被星史郎殺害，曾出現在牙曉的夢中。
楓
伊勢神宮巫女，撫養嵐長大的人。
塔城元春
塔城製藥的創始人，為製造哪吒的負責人，霞月的爺爺。
星見
高野山的占星師，撫養空汰成人，並預言空汰將會為「女人」而死。

## 出版書籍
第1卷1992年8月17日發行、發行至第18卷終止（2002年9月17日現在）。另外月刊Newtype10月號增刊「CLAMP Newtype〈PLATINUM〉」 附贈的「18.5卷」，漫畫未收錄篇章刊載於此（2006年9月25日發售）。
- 單行本累積發行數量突破1200萬部。

| 冊數 | 角川書店       | 角川書店               | 備註                          |
| 冊數 | 發售日期       | ISBN                   | 備註                          |
| ---- | -------------- | ---------------------- | ----------------------------- |
| 1    | 1992年7月29日  | ISBN 978-4-04-924306-2 |                               |
| 2    | 1992年10月28日 | ISBN 978-4-04-924323-9 |                               |
| 3    | 1993年1月29日  | ISBN 978-4-04-924338-3 |                               |
| 4    | 1993年6月2日   | ISBN 978-4-04-924358-1 |                               |
| 5    | 1993年11月2日  | ISBN 978-4-04-924388-8 |                               |
| 6    | 1994年12月7日  | ISBN 978-4-04-924420-5 |                               |
| 7    | 1995年10月17日 | ISBN 978-4-04-924543-1 |                               |
| 8    | 1996年6月14日  | ISBN 978-4-04-924598-1 |                               |
| 9    | 1997年1月16日  | ISBN 978-4-04-924640-7 |                               |
| 10   | 1997年9月17日  | ISBN 978-4-04-924688-9 |                               |
| 11   | 1998年9月14日  | ISBN 978-4-04-924748-0 |                               |
| 12   | 1999年3月17日  | ISBN 978-4-04-924770-1 |                               |
| 13   | 1999年8月19日  | ISBN 978-4-04-924788-6 |                               |
| 14   | 2000年2月22日  | ISBN 978-4-04-924804-3 |                               |
| 15   | 2000年8月17日  | ISBN 978-4-04-924825-8 |                               |
| 16   | 2001年3月17日  | ISBN 978-4-04-924857-9 |                               |
| 17   | 2001年11月17日 | ISBN 978-4-04-924882-1 |                               |
| 18   | 2002年9月17日  | ISBN 978-4-04-924892-0 |                               |
| 18.5 | 2006年9月25日  | 不適用                 | CLAMP Newtype〈PLATINUM〉附錄 |
| 18.5 | 2009年10月22日 | 不適用                 | 收錄於ALL ABOUT CLAMP         |

## 電視動畫

### 製作團隊
- 原作：CLAMP
- 企畫：安田猛、井上伸一郎、川城和実
- 企畫協力：瀬川圭一
- 製作：丸山正雄、水野丈一、小森伸二、鈴木路子
- 角色設定・総作画監督：兼森義則
- 美術監督：池田祐二
- 攝影監督：白井久男
- 音響監督：本田保則
- オープニング／エンディング：りんたろう、川尻善昭、阿部恒、安部貴哉
- 音樂：佐藤直紀
- 音樂製作：Victor Entertainment
- 音樂製作：佐佐木史朗
- 音楽ディレクター：福田正夫
- 製作進行：篠原昭
- 製作デスク：齋藤優一郎
- 動畫製作：Madhouse
- 監督：川尻善昭
- 製作：角川書店、萬代影視、ディーライツ、マッドハウス、キャラアニ．com

### 主題曲
- 片頭曲

作詞：Julian Lewis，作曲・編曲：西村麻聡，歌：美勇士
- 片尾曲

作詞・作曲：小泉恒平，編曲：chokkaku，歌：小泉恒平

### 各話列表
| 話數   | 中文標題                   | 日文標題           | 脚本         | 分鏡         | 演出              | 作畫監督          |
| ------ | -------------------------- | ------------------ | ------------ | ------------ | ----------------- | ----------------- |
| 第零話 | 預兆- AN OMEN (TV版未播放) | 予兆 - AN OMEN     | 川尻善昭     | 川尻善昭     | 遠藤卓司          | 兼森義則          |
| 第1話  | 再會- A REUNION            | 再会 - A REUNION   | 川尻善昭     | 川尻善昭     | 林秀夫            | 阿部恒            |
| 第2話  | 夢見- A NIGHTMARE          | 夢見 - A NIGHTMARE | 川尻善昭     | 川尻善昭     | 有冨興二          | 藤田しげる        |
| 第3話  | 約束- A PLEDGE             | 約束 - A PLEDGE    | 川尻善昭     | 川尻善昭     | 松尾衡            | 桜井邦彦          |
| 第4話  | 影贄- A SACRIFICE          | 影贄 - A SACRIFICE | 川尻善昭     | さかいあきお | 宍戸淳            | Lee Ho Sum        |
| 第5話  | 宿命- A DESTINY            | 宿命 - A DESTINY   | 川尻善昭     | 小島正幸     | 佐藤英一          | 濱田邦彦          |
| 第6話  | 高野- KOUYA                | 高野 - KOUYA       | 川尻善昭     | 林秀夫       | 林秀夫            | 藤田しげる        |
| 第7話  | 電腦- CIVER                | 電脳 - CIVER       | 川尻善昭     | 佐藤雄三     | 松村康弘          | 渡辺和夫          |
| 第8話  | 添星- GEMINI               | 添星 - GEMINI      | 川尻善昭     | 小寺勝之     | 遠藤卓司          | 田中将賀          |
| 第9話  | 陰陽- ONMYOU               | 陰陽 - ONMYOU      | 杉原研二     | 浜崎博嗣     | 浜崎博嗣          | 田崎聡            |
| 第10話 | 犬神- INUKI                | 犬鬼 - INUKI       | 川尻善昭     | 安藤真裕     | 有冨興二          | 田崎聡            |
| 第11話 | 境界- BORDER               | 境界 - BORDER      | 川尻善昭     | 佐藤雄三     | 高田淳            | 濱田邦彦 才木康寛 |
| 第12話 | 選擇- ALTERNATIVE          | 選択 - ALTERNATIVE | 川尻善昭     | 川尻善昭     | 太田雅彦          | 藤田しげる        |
| 第13話 | 歸還- RETURN               | 帰還 - RETURN      | 川尻善昭     | 渕上真       | 外崎春雄          | 橋本英樹          |
| 第14話 | 集結- GATHERING            | 集結 - GATHERING   | 川尻善昭     | 山崎隆       | 木宮茂            | 渡辺和夫          |
| 第15話 | 守護- GURDIAN              | 守護 - GURDIAN     | 川尻善昭     | 安藤真裕     | 池田重隆          | 田中将賀          |
| 第16話 | 虛無- SLAUGHTER            | 虚無 - SLAUGHTER   | 筆安一幸     | 浜崎博嗣     | 太田雅彦          | 田崎聡            |
| 第17話 | 苦悶- WISH                 | 苦悶 - WISH        | 筆安一幸     | 川尻善昭     | 桜井利之          | 大貫健一          |
| 第18話 | 新生- NEWBORN              | 新生 - NEWBORN     | 筆安一幸     | 佐藤雄三     | 外崎春雄          | 橋本英樹          |
| 第19話 | 煉獄- INFERNO              | 煉獄 - INFERNO     | 筆安一幸     | さかいあきお | 岡崎幸男          | 渡辺和夫          |
| 第20話 | 戀歌- RIPPLE               | 恋歌 - RIPPLE      | ときたひろこ | 林秀夫       | 細田雅弘          | 斎藤浩信          |
| 第21話 | 流浪- CURRENT              | 流浪 - CURRENT     | 江夏由結     | 添田和弘     | 花井信也 池田重隆 | 田中将賀          |
| 第22話 | 背叛- BETRAYAL             | 背信 - BETRAYAL    | 筆安一幸     | 山本沙代     | 渡辺正彦          | 井上みゆき        |
| 第23話 | 天地- EARTH                | 天地 - EARTH       | ときたひろこ | 安藤真裕     | 太田雅彦          | 田崎聡            |
| 第24話 | 傳說- LEGEND               | 伝説 - LEGEND      | ときたひろこ | 浜崎博嗣     | 浜崎博嗣          | 桜井邦彦          |

## 動畫電影
- 製作：角川歴彦
- 企画：田宮武、大川七瀬
- 原作：CLAMP（月刊 Asuka /Asuka Comics）
- 脚本：渡边麻実、大川七瀬、
- 角色设定：結城信輝
- 音楽：清水靖晃（サントラ盤：ビクターエンタテインメント）
- 主题音楽監督：YOSHIKI
- 主題歌《Forever Love》（作詞/作曲：YOSHIKI、歌：X JAPAN）
- 配給：東映
- 动画制作：Madhouse
- 監督：
- KADOKAWA SHOTEN PRESENTS/X 製作委員会/角川書店/丸紅/

## 外部連結
- （日語）CLAMP-NET.COM （页面存档备份，存于）
- （日語）http://www.bandaigames.channel.or.jp/list/x/ （页面存档备份，存于）
- X (漫畫)在動畫新聞網的百科全书中的资料